# Ophionereis squamulosa
Ophionereis squamulosa är en ormstjärneart som beskrevs av Jean Baptiste François René Koehler 1914. Ophionereis squamulosa ingår i släktet Ophionereis och familjen Ophionereididae. Inga underarter finns listade i Catalogue of Life.